# ハルステン (スウェーデン王)
ハルステン・ステンキルソン (スウェーデン語: Halsten Stenkilsson, 英語外名例: Alstan 古ノルド語: Hallstein) は、スウェーデン王。ステンキル王と、その先代エームンド老王の娘Ingemo i Dalaの間の子である。1066年にステンキルが死去したのちしばらくして、兄弟のインゲ1世と共同統治した可能性がある。死去した時期は分かっていない。

## 短期間の治世
ハルステンの統治期についてはあまり記録が残っていない。ブレーメンのアダムのscholiaによれば、2人のエリクという名の王位請求者が激しい闘争の末に死んだのちにハルステンが王に選出されたものの、国内は不安定なままだった。彼が父や兄弟のようにキリスト教徒であったことは確実だが、ハルステンの影響力の及ぶ範囲はごく限られていた。これについてブレーメンのアダムは、スウェーデンでのキリスト教に対する妨害が激しく、ブレーメン大司教に任命された司教たちが向かおうとすらしなかったためだとしている。短い治世の末、ハルステンは1060年代後半か1070年代前半に廃位され、ガルダリケの幼王アーヌンド・ゴードスケにとってかわられた。

## 2度目の治世
1081年に教皇グレゴリウス7世が発した教皇勅書には、頭文字がそれぞれAとIという2人の兄弟がヴェステルイェートランド(rege wisigothorum)の共同王として呼ばれていることから、この時期にハルステンとインゲ1世の兄弟が共同統治（すなわちハルステンは復位していたことになる）していた可能性が指摘されている。ただ、「A」が頭文字という王はホーコン赤王を指している可能性もある。ヘイヴォルとヘイズレク王のサガにも、ハルステンとインゲの兄弟が共同統治をおこなったという話がある。ヴェステルイェートランド法の歴代王表によれば、ハルステンは礼儀正しく陽気で、何か問題が持ち込まれた時には常に公正に裁いた。そのため、ハルステンが死去した時にはスウェーデン中が嘆いたという。ハルステンは、後の共同王フィリップとインゲ2世の父であった。
ヘルヴォルとヘイズレク王のサガには、この頃のステンキル家の王たちについて次のように語っている。
| Hallsteinn hét sonr Steinkels konungs, bróðir Inga konungs, er konungr var með Inga konungi, bróður sínum. Synir Hallsteins váru þeir Philippus ok Ingi, er konungdóm tóku í Svíþjóð eptir Inga konung gamla. | ステンキル王は、インゲ（1世）の他に、もう一人の息子ハルステイン(Hallstein)がおり、兄弟とともに統治した。ハルステインの息子はフィリップスとインゲで、彼らはインゲ（1世）の後にスウェーデン王国を継承した。 |  |